# ヤギ (企業)
株式会社ヤギは、大阪府大阪市中央区に本社を置く老舗の繊維専門商社である。
前身の八木商店が社名の由来となっており、動物のヤギとは無関係。

## 八木商店
前身の八木商店（やぎしょうてん）は、「関西五綿・船場八社」（関西五綿＝丸紅・伊藤忠商事・日綿実業・東洋綿花・江商、船場八社＝又一・岩田商事・丸栄・田附・竹村綿業・竹中・豊島・八木）といわれた中の「八社」の１つで、第二次大戦後における商社大型化や、アメリカの海外資産没収等の激しい流れのなかで、八社のうち唯一生き残った繊維商社であった。
八木商店の創業者であった、八木与三郎（1865年1月生まれ）は、家業が京都の米穀商で、父重助は京都米穀取引所を務めていた。与三郎は、明治15年、大阪に出て父重助の実弟藤本清兵衛の米穀問屋に丁稚奉公に出た。のちに藤本家から融資を受けて、大阪唐物町堺筋東側で綿糸商八木商店を開業したのは明治26年であった。
八木商店では、泉州紡績、摂津紡績、大阪紡績などの国産綿糸を主として取り扱い、輸入綿糸にはそれ程力を入れてはいなかった。神戸の外国商館であるシモインバー、アーレンス、ブラウン商会などからイギリス本国やボンベイの綿糸を輸入した。それは神戸で先物約定の期日に銀貨で代金を支払って現物を引き取る「見込み商内」であった。
八木商店は開業3年後の明治29年、店舗を拡張して大阪南久太郎町に移転し、同年には輸出部を開設した。さらに、38年に下村紡績所の経営を引き受け、これを45年に浪速紡績と社名を改称、与三郎が社長に就任した。その間、41年に八木商店は綿布部を兼営した。
八木商店の経営発展を考える場合、見逃せないのは与三郎の娘婿で、のちの八木商店社長となった杉道助の企業者活動である。杉の祖父民治は、吉田松陰の実兄にあたり松陰の血を引く杉には国士的な風格が感じられたといわれる。杉は明治42年慶應義塾卒業後、久原房之助の久原鉱業所に入り、その翌年武藤山治夫妻の媒酌で、与三郎の長女義と結婚した。それ以降、杉は八木商店の経営との関わりを持つようになり、大正6年には同店取締役、昭和18年に社長に就任した。

## 創業者
八木与三郎（1865-1935）は京都出水葭屋町にて八木重助の四男・保次郎として生まれ、1867年に京都三条大宮の但馬屋松盛与兵衛嗣子平三郎の養子となり与三郎と改名（のち大叔父・八木文之丞の家督を継ぐ）。分家の酒屋で見習い、叔父の藤本米穀店での修業を経て、1893年大阪市東区唐物2丁目で綿糸商を開業、翌年、大阪三品取引所仲買人免許取得。1896年、南久太郎町2丁目に土地購入し移転。1905年、朝鮮を視察し、仁川に出張所を開設、1907年、鐘紡など著名紡績会社の特約店となり、翌年綿布売買を兼営、舞子に別荘を新築。1909年に京都修学院村山端に別荘「騎牛庵」を新築。1911年、株式会社近松座を設立、1912年東成土地建物株式会社（帝塚山分譲）、浪速紡織株式会社を設立し社長就任、天津の大倉組と提携し綿糸布直接輸出を開始。1914年営業税廃止運動に参加し、翌年より4年間営業税調査委員を務める。1915年天王寺南河堀町に本宅新築、1916年東京に支店。1917年より大阪商業会議所議員を2期8年務める。1918年八木商店を株式会社化し、1919年中国、満州、朝鮮視察視察後、国際労働会議に列席した鐘紡社長武藤山治に随伴したのち米国漫遊、1923年武藤の実業同志会創設に協力するなど武藤の衆議院議員当選に協力したが、選挙違反の罪に問われ公職から引退し、芦屋に邸宅を新築して転居。1927年紺綬褒章下賜。没後は娘婿の杉道助（吉田松陰の曾孫）が社長を引き継いだ。
二男の八木幸吉は武藤の娘婿となり政治家になった。三男の八木泰吉は八木商店3代目社長で、岳父に山田陸槌。

## 歴代社長
- 八木与三郎
- 杉道助（与三郎の娘婿）
- 八木泰吉（与三郎の三男）
- 八木茂夫（泰吉の長男）
- 八木秀夫（泰吉の三男）
- 八木隆夫（秀夫の長男）

## 沿革
- 1918年4月 - 大阪市東区（現中央区）に綿糸、綿布の販売を目的として株式会社八木商店を設立[6]。
- 1943年5月 - 八木株式会社に商号変更。
- 1947年11月 - 株式会社八木商店に商号変更。
- 1989年2月 - 株式会社ヤギに商号変更。
- 1995年9月 - 大阪証券取引所市場第二部に株式を上場。
- 2013年7月 - 東京証券取引所と大阪証券取引所の統合により東京証券取引所市場第二部上場。
- 2017年1月 - 山弥織物を買収